# Énergie en Érythrée
Le secteur de l'énergie en Érythrée est largement dépendant d'importations de pétrole pour la production d'électricité. En 2018, environ 68 % de la population n'avait pas accès à l'électricité. En milieu rural, c'est 97 % de la population qui n'a pas accès à l'électricité.
La consommation d'électricité est en augmentation constante, atteignant 360 GWh en 2016. La majorité de l'électricité est produite avec des générateurs diesel, même si les énergies renouvelables se développent lentement. Cependant, le pays connaît des pénuries qui affectent sa croissance, étant isolé et sous le coup de sanctions internationales. La production d'électricité est estimée à 0,72 million de tonnes équivalent pétrole.
Les émissions de CO2 du pays étaient estimées à 630 000 tonnes de CO2 en 2016, ce qui correspond à environ 0,12 tonnes de CO2 par habitant, bien en dessous de la moyenne mondiale ou africaine.

## Pétrole et gaz naturel
L'exploration pétrolière et gazière commença dans les années 1930 dans la mer Rouge au large de l'Érythrée. Après l'indépendance, le pays commença à signer des contrats de production en 1995. Cependant, en date de janvier 2003, l'Érythrée n'avait aucune réserve de pétrole ou de gaz naturel, et aucune réserve non plus pour le charbon. Ainsi (chiffres de 2001) le pays n'a aucune production de pétrole, gaz naturel ou charbon.
Les importations, et donc la consommation, de pétrole représentaient 4 590 barils par jour en 2002. En 1997, l'Érythrée et l'Éthiopie prirent la décision de fermer leur raffinerie de pétrole qu'ils opéraient ensemble à Assab, pour des raisons de coûts élevés, et d'importer des produits pétroliers raffinés. La raffinerie avait une capacité de 18 000 barils par jour.
En 2000, on estimait qu'environ 3,2 à 3,3 millions de barils par jour étaient transportés dans le Bab el-Mandeb, un détroit entre l'Érythrée, le Yémen, et Djibouti qui relie le golfe d'Aden à la mer Rouge.

## Énergies renouvelables
Le gouvernement de l'Érythrée table sur l'utilisation des énergies éoliennes, solaires, et géothermales pour développer les énergies renouvelables dans le pays. Cependant, la capacité installée pour l'énergie éolienne n'est que de 825 kW, et ce nombre n'a pas évolué depuis 2007 ; la plupart de cette énergie est générée par un champ éolien à Assab de 750 kW de capacité. La capacité installée pour l'énergie solaire est en croissance ; un projet pilote, co-financé avec le PNUD et l'Union européenne, a été développé en 2018 pour la construction de deux micro-réseaux d'électricité alimentés par des panneaux solaires, pour les villages de Areza et Maidma, ce qui apporte de l'électricité à 40 000 personnes en milieu rural.